# Cătălin Constantin Munteanu
Catalin Munteanu (Bucarest, 26 de gener de 1979) és un futbolista romanès, que juga de migcampista.
Debuta en la Divizia A del seu país de la mà de l'Steaua de Bucarest el 1996, tot destacant com una jove promesa de l'equip capitalí. Dos anys després, és fitxat per la UD Salamanca per 1.800.000 dólars.
Amb els castellans debuta en primera divisió espanyola la temporada 98/99, però el seu equip queda cuer i el migcampista només juga 27 partits. Amb el Salamanca a Segona Divisió, l'aportació de Munteanu creix i es converteix en una de les peces clau del seu equip, arribant als 10 gols en 32 partits de la temporada 00/01.
Eixes xifres fan que el fitxe l'Atlètic de Madrid, que el cedeix al RCD Espanyol. Amb els de Barcelona, el romanès torna a ser suplent. Posteriorment jugaria tres campanyes prou discretes, les dues primeres a l'Albacete Balompié i la tercera al Real Murcia, abans de retornar al seu país el 2005 per militar al Dinamo de Bucarest. El 2008 s'incorpora al FC Brasov.

## Selecció
Munteanu va ser 17 vegades internacional amb la selecció de futbol de Romania, tot marcant un gol.